# Soaring
Le Soaring ou vol de pente est terme utilisé dans le vol libre (Delta, parapente, ...). Il consiste à prendre les courants ascendants, provoqués par les brises montant le long des parois des collines ou montagnes ou par un vent météorologique venant se heurter à un obstacle naturel du relief (falaise, montagne, dunes, colline, etc.),. Soaring est un anglicisme, il signifie littéralement "qui monte en flèche".
Le pilote reste juste devant le relief sans s'en éloigner, en réalisant de grand 8, virant sans cesse à gauche et à droite, dos au relief. Il ne s'éloigne pas du relief, car les courants porteurs diminuent dès qu'il s'en éloigne.
Cette pratique se réalise couramment au bort de la mer, le long des falaises et des dunes. En effet, en ces lieux le vent est généralement constant.